# Mil Mi-3
Il Mil Mi-3 fu un elicottero leggero sovietico progettato negli anni sessanta come versione più grande e pesante dell'elicottero Mil Mi-2. È anche la designazione del programma polacco-sovietico di inizio anni settanta di cooperazione per la realizzazione di elicotteri ottenuti come aumento delle dimensioni del Mi-2 e da utilizzare per rimpiazzare il Mil Mi-4. I progetti non superarono lo stato di progetto iniziale. A causa dei problemi di cooperazione fallimentare, la Polonia decise di creare autonomamente un elicottero completamente nuovo, il PZL W-3 Sokół.
Un altro elicottero con la designazione MIL Mi-3 è stato il Mil Mi-1 con rotore a quattro pale